# 3819 Robinson
3819 Robinson è un asteroide della fascia principale. Scoperto nel 1983, presenta un'orbita caratterizzata da un semiasse maggiore pari a 2,7708051 UA e da un'eccentricità di 0,1390811, inclinata di 11,11479° rispetto all'eclittica.